# 白花丹素
白花丹素（Plumbagin，5-hydroxy-2-methyl-1,4-naphthoquinone）为萘醌衍生物，为黄色染料。其得名于植物白花丹（Plumbago）。白花丹素常见于茅膏菜和猪笼草体内。

## 药理性质
各种细胞和动物模型试验中得出了以下药理学特性：
- 抗菌[4][5]
- 抗疟疾[6]
- 抗炎[7]
- 抗癌[8][9]
- 强心[10]
- 免疫抑制[11]
- 抗生育[12]
- 神经保护[13]
- 抗动脉粥样硬化[14]